# クインティン・ゲルデンハウス
クインティン・ゲルデンハウス（Quintin Geldenhuys、1981年6月19日 - ）は、イタリアの元ラグビーユニオン選手。

## プロフィール
- 南アフリカ共和国・クルーガードープ出身[1]。
- 現役時代のポジションはロック(LO)。
- 身長 203cm、体重 116kg
- イタリア代表通算キャップ数は67でラグビーワールドカップ2011・ラグビーワールドカップ2015のイタリア代表に選ばれた[2]。

## 略歴
2012年、ゼブレに加入。
2017年、現役を引退した。